# 4263 Абасірі
4263 Абашірі (1989 RL2, 1935 KE, 1952 OS, 1969 TS3, 1972 OB, 1978 EK, 1981 AT1, 1982 PF, 1988 DK5, 4263 Abashiri) — астероїд головного поясу, відкритий 7 вересня 1989 року.
Тіссеранів параметр щодо Юпітера — 3,620.